# Numeración y clasificación de locomotoras del GWR

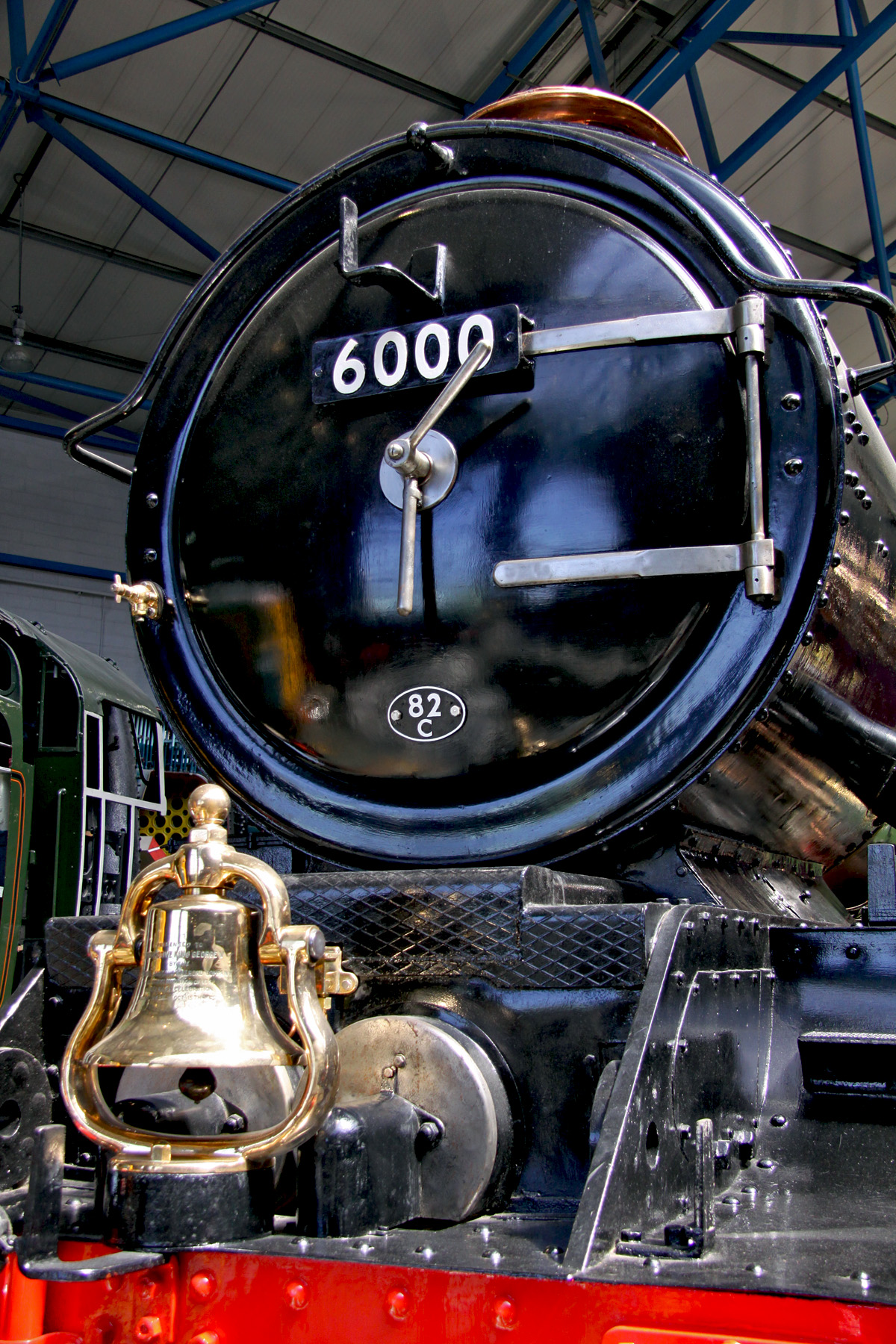
Número de la locomotora "King George V" (6000) pintado en su parte delantera

La numeración y clasificación de locomotoras del GWR refleja la larga historia de la compañía ferroviaria, la más longeva de las existentes con anterioridad a la nacionalización realizada en Gran Bretaña, y al hecho de haber sobrevivido a la 'agrupación' de los ferrocarriles en 1923 casi sin cambios. Como resultado, la propia historia de la numeración y de la clasificación empleada para identificar sus locomotoras es relativamente complicada. Esta página explica los principales sistemas que se utilizaron.
- Para obtener información sobre clases y locomotoras individuales, consúltese: locomotoras del Great Western Railway.

## Numeración

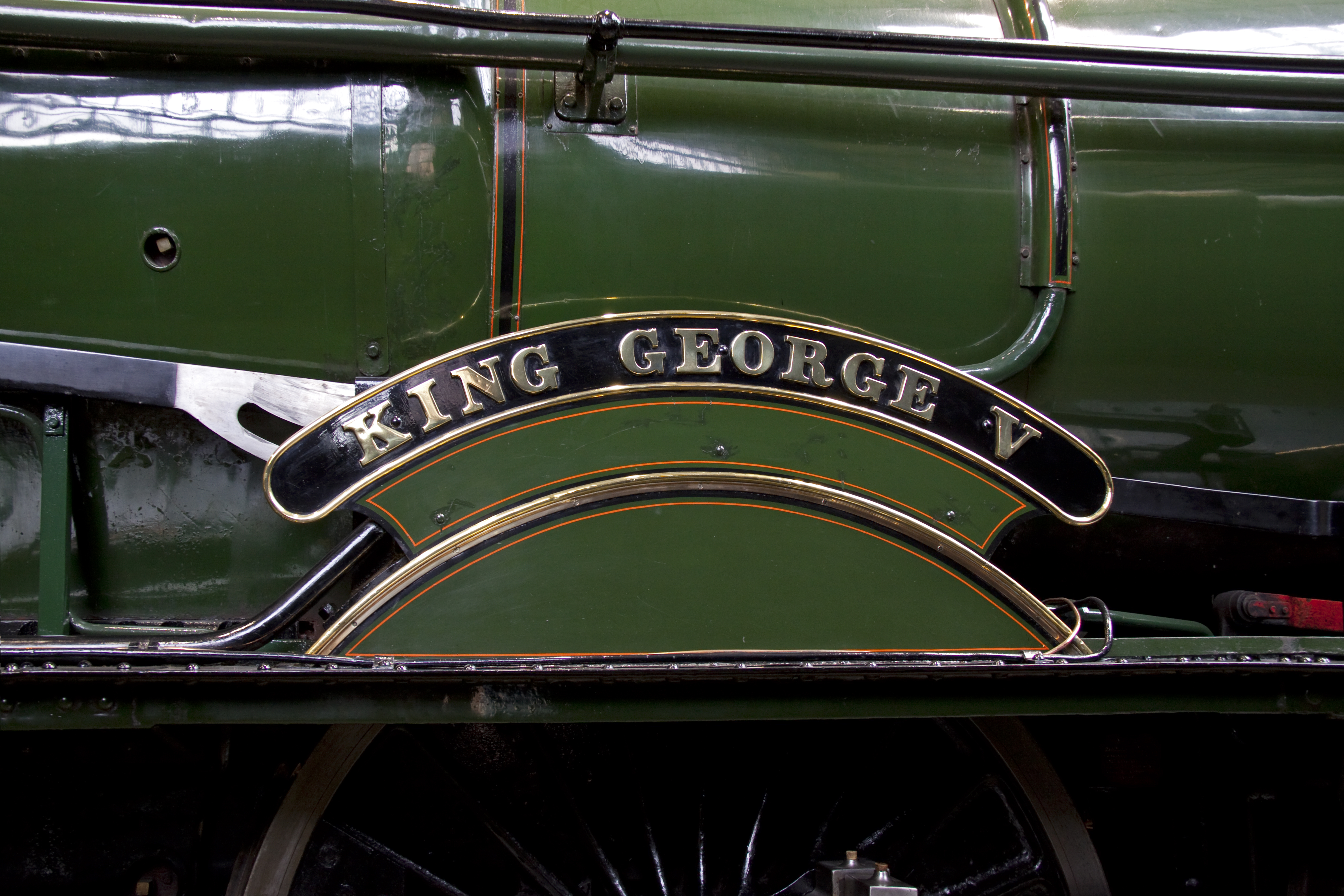
Placa con el nombre de la locomotora "King George V"

### Era de la vía de gran ancho
Desde el principio, el GWR dio nombres solo a su parque de locomotoras de vía ancha. Sin embargo, muchas clases llevaban nombres 'temáticos' (como por ejemplo, de estrellas o de los signos del zodíaco), que facilitaban en cierta medida la identificación de las locomotoras (véase Anexo:Nombres de locomotoras de ancho de 7 pies).
La excepción a esta regla fue que las locomotoras de vía ancha que el GWR recibió de otros ferrocarriles que absorbió (en particular, del Ferrocarril del Sur de Devon y del Ferrocarril de Brístol y Exeter) recibieron números en la serie 2000-2199. Esto se aplicó incluso cuando las locomotoras habían tenido nombres bajo su propietario anterior (de hecho, el GWR generalmente eliminaba estos nombres) e incluso cuando las locomotoras habían pertenecido originalmente al GWR y se habían traspasado.
Hacia el final de la era de las vías de gran ancho, se construyeron varias locomotoras con un diseño que les permitía convertirlas fácilmente de un ancho a otro (de ahí el término 'convertibles' que se usa para estas locomotoras). Estas máquinas también llevaban números en la serie de vía de ancho estándar, estuvieran o no funcionando en forma de vía ancha.

### Ancho estándar 1854-1875
Inicialmente, la numeración de locomotoras de ancho estándar era un sistema secuencial simple, comenzando desde 1. La numeración en esta serie, que incluía locomotoras nuevas y las absorbidas de otros ferrocarriles, finalmente llegó a 1297.
Se identificó que las locomotoras nuevas se pagaban con ingresos o con la cuenta de capital. Inicialmente, se hizo un esfuerzo para tratar la numeración de las locomotoras compradas con los ingresos de manera diferente a las que se obtuvieron con el capital, incluso mediante la reutilización de números antiguos que quedaron vacantes después del retiro, utilizando un sistema de numeración duplicado (inusualmente, dando a las nuevas locomotoras el sufijo A (otros ferrocarriles tendieron a aplicar dicha notación a la vieja locomotora que se reemplazaba) y, durante algunos años, se usó la serie del 1000 (luego 1001) en adelante. En 1875, el sistema secuencial que comenzaba en 1 llegó a 1000 y luego saltó a 1116, el otro lado de este último rango de números aún se mantiene.

### Ancho estándar 1875-1902
Bajo el liderazgo de William Dean, se asignaron bloques de números para diferentes tipos de locomotoras, de la siguiente manera:
| Números     | Tipos |
| ----------- | --- |
| 1298 a 1400 | Locomotoras absorbidas de ancho estándar y de vía estrecha                                                                  |
| 1401 a 1500 | Locomotoras tanque para trenes de pasajeros                                                                                 |
| 1501 a 2000 | Locomotoras tanque para trenes de mercancías                                                                                |
| 2001 a 2200 | Locomotoras de vía de gran ancho absorbidas (posteriormente reutilizadas como locomotoras tanque para trenes de mercancías) |
| 2201 a 3000 | Locomotoras ténder para trenes de mercancías                                                                                |
| 3001 a 3200 | Locomotoras para trenes expresos 4-2-2                                                                                      |
| 3201 a 3500 | Locomotoras para trenes expresos 2-4-0 y 4-4-0                                                                              |
| 3501 a 3600 | Locomotoras tanque para trenes de pasajeros                                                                                 |

Las únicas excepciones a estos principios bajo Dean fueron el uso de las series 20xx, 21xx y 27xx para máquinas tanque para mercancías después del final de las operaciones de con vías de gran ancho. Las locomotoras experimentales y otras clases pequeñas continuaron numerándose en los espacios que quedaron después de las unidades retiradas en la serie de números por debajo de 1000.

### Ancho estándar 1902-1912
Bajo George Jackson Churchward, el sistema aplicado por William Dean se modificó, y las nuevas clases simplemente tomaron el siguiente bloque libre de cien números a partir del xx01, con las locomotoras experimentales numeradas en espacios impares en la serie anterior de números, generalmente por debajo de 110.

### 1912 Renumeración
En diciembre de 1912 (siendo la fecha oficial el 28 de diciembre), el GWR emprendió una nueva numeración de algunas de sus locomotoras, principalmente las clases del tipo 4-4-0, de modo que las locomotoras de la misma clase se numeraran consecutivamente. Este objetivo deseable se hizo más importante después de la reconstrucción de algunas locomotoras de las clases Duke y Atbara con diseños de las clases Bulldog y City. Algunos de los cambios se relacionaron con la decisión de que los bloques de números para cada clase deberían comenzar en xx00 en lugar de xx01 como antes.
| Clase                        | Números originales                         | Nuevo rango de números | Notas                                                      | Ref    |
| ---------------------------- | ------------------------------------------ | ---------------------- | ---------------------------------------------------------- | ------ |
| Atbara                       | 3373-3412                                  | 4120-4148              | 3382 desguazada en 1911; 3400-3409 reconvertidas como City | [ 2 ]  |
| Badminton                    | 3292-3311                                  | 4100-4119              |                                                            | [ 3 ]  |
| Bird                         | 3731-3745                                  | 3441-3455              |                                                            | [ 4 ]  |
| Bulldog (ex-Duke)            | Varias (desde 3253-3331)                   | 3300-3319              |                                                            | [ 5 ]  |
| Bulldog (nueva construcción) | 3332-3372, 3413-3432, 3443-3472, 3701-3730 | 3320-3440              |                                                            | [ 6 ]  |
| City (ex-Atbara)             | 3400-3409                                  | 3700-3709              |                                                            | [ 7 ]  |
| City (nueva construcción)    | 3433-3442                                  | 3710-3719              |                                                            | [ 8 ]  |
| County                       | 3473-3482, 3801-3830                       | 3800, 3831-3839        | 3801-3830 no renumeradas                                   | [ 9 ]  |
| Duke                         | 3252-3291, 3312-3331 (varias, total 40)    | 3252-3291              | otras reconstruidas como Bulldog                           | [ 10 ] |
| Flower                       | 4101-4120                                  | 4149-4168              |                                                            | [ 11 ] |

| Clase              | Disposición de ruedas | Números originales | Nuevo rango de números | Ref    |
| ------------------ | --------------------- | ------------------ | ---------------------- | ------ |
| 455 (Metro)        | 2-4-0T                | 3600               | 3500                   | [ 12 ] |
| 2600 (Aberdare)    | 2-6-0                 | 33                 | 2600                   | [ 13 ] |
| 2721               | 0-6-0T                | 2800               | 2700                   | [ 14 ] |
| 2800               | 2-8-0                 | 97                 | 2800                   | [ 15 ] |
| 2900 (Saint)       | 4-6-0/4-4-2           | 98,100,171-190     | 2998,2900,2971-2990    | [ 16 ] |
| 3100               | 2-6-2T                | 99                 | 3100                   | [ 17 ] |
| 3600               | 2-4-2T                | 11                 | 3600                   | [ 18 ] |
| 4000 (Star)        | 4-6-0                 | 40                 | 4000                   | [ 19 ] |
| 4400               | 2-6-2T                | 115, 3101-10       | 4400-10                | [ 20 ] |
| 4500               | 2-6-2T                | 2161-90            | 4500-29                | [ 21 ] |
| FC Min. Cornualles | 0-6-0T                | 1400               | 1398                   | [ 22 ] |

### Ancho estándar desde 1912 en adelante
Desde el momento de la renumeración de 1912, se adoptó un sistema para las locomotoras nuevas donde el segundo dígito indicaba el tipo amplio de locomotora. Por ejemplo, las locomotoras para los expresos de pasajeros tenían números x0xx y las locomotoras ténder de tráfico mixto grandes tenían x9xx. Cuando una clase contaba con más de 100 locomotoras, en lugar de continuar los números consecutivamente, el segundo dígito permanecía constante (por ejemplo, la clase 4900 incluía 4900-4999, 5900-5999 y 6900 en adelante).
Al mismo tiempo, se hizo un cambio para que las nuevas clases comenzaran generalmente a partir del número xx00. Hubo una cierta cantidad de renumeración para que las locomotoras prototipo de las clases existentes tomaran el número xx00 apropiado antes de la serie utilizada por las locomotoras de producción. Por lo tanto, a partir de ese momento, los números inferiores a 2000 fueron ocupados principalmente por locomotoras antiguas, absorbidas o no estándar.
Los automotores de vapor, los automotores diésel y las máquinas de maniobras diésel se numeraron cada uno en sus propias secuencias, todos comenzando en 1 (el automotor diésel-eléctrico de 1911 se numeró con el 100).

### Renumeración de 1923
En 1923, el GWR absorbió varias pequeñas empresas ferroviarias como parte de la Agrupación. Las locomotoras que heredó se volvieron a numerar en espacios en la serie numérica por debajo de 2199 que quedaron vacantes por la retirada de locomotoras más antiguas. Muchas de estas máquinas se retiraron después de un corto período de tiempo, pero las que sobrevivieron en 1946 estaban sujetas a otra nueva numeración para racionalizar aún más el sistema (véase más abajo).
La mayor parte de las locomotoras absorbidas se volvieron a numerar en amplios rangos de números según su disposición de ruedas. Se aplicó a las locomotoras de los siguientes ferrocarriles: Ferrocarril de Alexandra Docks, Ferrocarril de Barry, Ferrocarriles de Cambria, Ferrocarril de Cardiff, Ferrocarril de Enlace Midland y Suroeste, Ferrocarril de Port Talbot, Ferrocarril de Rhondda y Swansea Bay, Ferrocarril de Rhymney, Ferrocarril Minero del Sur de Gales, Ferrocarril de Taff Vale, Ferrocarril de Vale of Rheidol y Ferrocarril Ligero de Welshpool y Llanfair.
Las locomotoras del Ferrocarril de Brecon y Merthyr, del Ferrocarril de Burry Port y Gwendraeth Valley y del Ferrocarril de Neath y Brecon también se volvieron a numerar según la disposición de sus ruedas, pero utilizaron un conjunto diferente de rangos de números.
Los rangos de números utilizados para todas estas locomotoras se muestran a continuación, pero debe tenerse en cuenta que las locomotoras que el GWR había vendido previamente sin existencias recuperaron sus números originales, y no se les asignaron nuevos números en estos rangos:
| Disposición de ruedas | Rango numérico principal | Rangos de BMR, BPGVR y NBR |
| --------------------- | ------------------------ | -------------------------- |
| 0-4-4T                | 2-23                     |                            |
| 2-6-0                 | 24                       |                            |
| 4-4-4T                | 25-27                    |                            |
| 0-6-2T                | 30-603                   | 11-1375, 1668-1833         |
| 0-6-0T                | 604-843                  | 2161-2199                  |
| 0-6-0                 | 844-1013                 |                            |
| 4-4-0                 | 1014-1128                |                            |
| 4-4-0                 | 1129-1184                | 1392                       |
| 2-4-0T                | 1189-1197                | 1400-1458                  |
| 2-6-2T                | 1199-1213                |                            |
| 4-4-2T                | 1301-1306                | 1391                       |
| 2-4-2T                | 1307-1326                |                            |
| 2-4-0                 | 1328-1336                |                            |
| 0-4-0T                | 1338-1343                |                            |
| 0-6-4T                | 1344-1357                |                            |
| 0-8-2T                | 1358-1386                |                            |
| 0-8-0                 | 1387-1390                |                            |

Las locomotoras heredadas por el GWR de otras empresas se volvieron a numerar de la siguiente manera:
- Las locomotoras procedentes del Ferrocarril Ligero de Cleobury Mortimer y Ditton Priors 0-6-0T se convirtieron en 28-29.
- Las locomotoras del Ferrocarril de Llanelli & Mynydd Mawr, Powesland y Mason y del Swansea Harbour Trust fueron absorbidas después de que se hubiera elaborado la serie de numeración original, y se colocaron en los huecos disponibles sin referencia a los rangos de números originales. En algún caso tomaron los números de otras locomotoras absorbidas que ya habían sido retiradas.
- En la década de 1940, el Ferrocarril de Corris y el  Ferrocarril de Weston, Clevedon y Portishead fueron absorbidos. Las cuatro máquinas heredadas tomaron los números GWR del 3 al 6.

### Renumeración de 1946
Para 1946, la mayoría de las locomotoras heredadas en la Agrupación de 1923 ya se habían retirado, al igual que la mayoría de las locomotoras del GWR más antiguas numeradas por debajo de 2000. Para llenar los vacíos en este rango de números, se decidió volver a numerar las locomotoras sobrevivientes de cada empresa preagrupada en conjunto. Las series utilizadas fueron:
- 1: ex-Locomotoras del Great Western Railway
- 7-9: ex-Ferrocarril de Vale of Rheidol
- 30-96: ex-Ferrocarril de Rhymney
- 193-399: ex-Ferrocarril de Taff Vale y Ferrocarril de Barry
- 421-436: ex-Ferrocarril de Brecon and Merthyr
- 1140-1147: ex-Swansea Harbour Trust
- 1150-1153: ex-Powesland y Mason

### Locomotoras de vapor alimentadas con fuelóleo
En 1946/7, varias locomotoras se convirtieron para quemar fuelóleo y algunas se volvieron a numerar en el proceso. Once locomotoras Clase 4900 Hall se renumeraron en el rango 3900. Doce de la Clase 2800 2-8-0 y ocho de la Clase 2884 se renumeraron en el rango 4800. Para dar paso a estos nuevos intervalos, las máquinas de la Clase 4800 0-4-2T se volvieron a numerar en el rango 1400. Además, cinco máquinas de la Clase 4073 Castle y una de la Clase 4300 2-6-0 se convirtieron, pero no se volvieron a numerar). Todas las locomotoras se volvieron a convertir al uso de carbón en 1950 y recuperaron sus números originales. Sin embargo, las 1400 nunca se volvieron a numerar a 4800.

### Numeración de British Railways
Cuando el GWR fue nacionalizado como parte de British Rail en 1948, sus locomotoras de vapor mantuvieron sus números sin cambios y a las nuevas máquinas de vapor construidas según los diseños del GWR se les siguieron asignando números de la misma manera que lo había hecho el GWR. Sin embargo, sus locomotoras diésel fueron completamente renumeradas, y tomaron los números 15100-15107 en la serie 15xxx asignados a las máquinas de maniobras diésel de diseño anterior a la nacionalización.
- Véase: numeración y clasificación de locomotoras y unidades múltiples de British Rail

### Resumen de la numeración de clases posterior a 1902
|    | Leyenda                                                                     | Leyenda | Leyenda | Leyenda | Leyenda | Leyenda | Leyenda | Leyenda | Leyenda | Leyenda |
| -- | --------------------------------------------------------------------------- | --- | --- | --- | --- | --- | --- | --- | --- | --- |
|    | NN00-NN99                                                                   | Cada sección tiene un título que muestra el rango de cien números de locomotoras que cubre | Cada sección tiene un título que muestra el rango de cien números de locomotoras que cubre | Cada sección tiene un título que muestra el rango de cien números de locomotoras que cubre | Cada sección tiene un título que muestra el rango de cien números de locomotoras que cubre | Cada sección tiene un título que muestra el rango de cien números de locomotoras que cubre | Cada sección tiene un título que muestra el rango de cien números de locomotoras que cubre | Cada sección tiene un título que muestra el rango de cien números de locomotoras que cubre | Cada sección tiene un título que muestra el rango de cien números de locomotoras que cubre | Cada sección tiene un título que muestra el rango de cien números de locomotoras que cubre |
|    |                                                                             | Si alguna clase de locomotora usó números en ese rango, habrá una sección para cada clase, como sigue                                                                                              | | | | | | | | |
|    | 5700                                                                        | Primero está el número por el que se conoce a la clase (no necesariamente en este rango) vinculado al artículo o sección del artículo correspondiente                                              | Primero está el número por el que se conoce a la clase (no necesariamente en este rango) vinculado al artículo o sección del artículo correspondiente                                              | Primero está el número por el que se conoce a la clase (no necesariamente en este rango) vinculado al artículo o sección del artículo correspondiente                                              | Primero está el número por el que se conoce a la clase (no necesariamente en este rango) vinculado al artículo o sección del artículo correspondiente                                                               | Primero está el número por el que se conoce a la clase (no necesariamente en este rango) vinculado al artículo o sección del artículo correspondiente                                              | Primero está el número por el que se conoce a la clase (no necesariamente en este rango) vinculado al artículo o sección del artículo correspondiente                                              | Primero está el número por el que se conoce a la clase (no necesariamente en este rango) vinculado al artículo o sección del artículo correspondiente                                              | Primero está el número por el que se conoce a la clase (no necesariamente en este rango) vinculado al artículo o sección del artículo correspondiente                                              | Primero está el número por el que se conoce a la clase (no necesariamente en este rango) vinculado al artículo o sección del artículo correspondiente                                              |
|    | 2161 ( > 4500)                                                              | Si la clase se volvió a numerar más tarde fuera de este rango, el último número del rango estará entre paréntesis después del número que sigue a un signo >, y la sección estará sombreada en rosa | Si la clase se volvió a numerar más tarde fuera de este rango, el último número del rango estará entre paréntesis después del número que sigue a un signo >, y la sección estará sombreada en rosa | Si la clase se volvió a numerar más tarde fuera de este rango, el último número del rango estará entre paréntesis después del número que sigue a un signo >, y la sección estará sombreada en rosa | Si la clase se volvió a numerar más tarde fuera de este rango, el último número del rango estará entre paréntesis después del número que sigue a un signo >, y la sección estará sombreada en rosa                  | Si la clase se volvió a numerar más tarde fuera de este rango, el último número del rango estará entre paréntesis después del número que sigue a un signo >, y la sección estará sombreada en rosa | Si la clase se volvió a numerar más tarde fuera de este rango, el último número del rango estará entre paréntesis después del número que sigue a un signo >, y la sección estará sombreada en rosa | Si la clase se volvió a numerar más tarde fuera de este rango, el último número del rango estará entre paréntesis después del número que sigue a un signo >, y la sección estará sombreada en rosa | Si la clase se volvió a numerar más tarde fuera de este rango, el último número del rango estará entre paréntesis después del número que sigue a un signo >, y la sección estará sombreada en rosa | Si la clase se volvió a numerar más tarde fuera de este rango, el último número del rango estará entre paréntesis después del número que sigue a un signo >, y la sección estará sombreada en rosa |
|    | (4800 > ) 1400                                                              | Si la clase se volvió a numerar en este rango, el rango de números anterior estará entre paréntesis antes del número que precede a un signo >, y la sección estará sombreada en azul               | Si la clase se volvió a numerar en este rango, el rango de números anterior estará entre paréntesis antes del número que precede a un signo >, y la sección estará sombreada en azul               | Si la clase se volvió a numerar en este rango, el rango de números anterior estará entre paréntesis antes del número que precede a un signo >, y la sección estará sombreada en azul               | Si la clase se volvió a numerar en este rango, el rango de números anterior estará entre paréntesis antes del número que precede a un signo >, y la sección estará sombreada en azul                                | Si la clase se volvió a numerar en este rango, el rango de números anterior estará entre paréntesis antes del número que precede a un signo >, y la sección estará sombreada en azul               | Si la clase se volvió a numerar en este rango, el rango de números anterior estará entre paréntesis antes del número que precede a un signo >, y la sección estará sombreada en azul               | Si la clase se volvió a numerar en este rango, el rango de números anterior estará entre paréntesis antes del número que precede a un signo >, y la sección estará sombreada en azul               | Si la clase se volvió a numerar en este rango, el rango de números anterior estará entre paréntesis antes del número que precede a un signo >, y la sección estará sombreada en azul               | Si la clase se volvió a numerar en este rango, el rango de números anterior estará entre paréntesis antes del número que precede a un signo >, y la sección estará sombreada en azul               |
|    | 4-6-0 County (1945)                                                         | Luego vendrá la disposición de ruedas, con cualquier nombre que la clase (o subclase) era conocida                                                                                                 | Luego vendrá la disposición de ruedas, con cualquier nombre que la clase (o subclase) era conocida                                                                                                 | Luego vendrá la disposición de ruedas, con cualquier nombre que la clase (o subclase) era conocida                                                                                                 | Luego vendrá la disposición de ruedas, con cualquier nombre que la clase (o subclase) era conocida | Luego vendrá la disposición de ruedas, con cualquier nombre que la clase (o subclase) era conocida                                                                                                 | Luego vendrá la disposición de ruedas, con cualquier nombre que la clase (o subclase) era conocida                                                                                                 | Luego vendrá la disposición de ruedas, con cualquier nombre que la clase (o subclase) era conocida                                                                                                 | Luego vendrá la disposición de ruedas, con cualquier nombre que la clase (o subclase) era conocida                                                                                                 | Luego vendrá la disposición de ruedas, con cualquier nombre que la clase (o subclase) era conocida                                                                                                 |
|    | 1901–1966                                                                   | Finalmente, están las fechas que delimitan el período durante el que cualquiera de las clases estuvo numerada en este rango                                                                        | Finalmente, están las fechas que delimitan el período durante el que cualquiera de las clases estuvo numerada en este rango                                                                        | Finalmente, están las fechas que delimitan el período durante el que cualquiera de las clases estuvo numerada en este rango                                                                        | Finalmente, están las fechas que delimitan el período durante el que cualquiera de las clases estuvo numerada en este rango                                                                                         | Finalmente, están las fechas que delimitan el período durante el que cualquiera de las clases estuvo numerada en este rango                                                                        | Finalmente, están las fechas que delimitan el período durante el que cualquiera de las clases estuvo numerada en este rango                                                                        | Finalmente, están las fechas que delimitan el período durante el que cualquiera de las clases estuvo numerada en este rango                                                                        | Finalmente, están las fechas que delimitan el período durante el que cualquiera de las clases estuvo numerada en este rango                                                                        | Finalmente, están las fechas que delimitan el período durante el que cualquiera de las clases estuvo numerada en este rango                                                                        |
|    | x0                                                                          | x1 | x2 | x3 | x4 | x5 | x6 | x7 | x8 | x9 |
| 0x | 0000–0099                                                                   | 0100–0199 - 111 - 4-6-2 The Great Bear - 1908–1924 | 0200–0299 | 0300–0399 | 0400–0499 | 0500–0599 | 0600–0699 | 0700–0799 | 0800–0899 | 0900–0999 |
| 1x | 1000–1099 - 1000 - 4-6-0 County (1945) - 1945–1964                          | 1100–1199 - 1101 - 0-4-0T - 1926–1964 | 1200–1299 | 1300–1399 - 1361 - 0-6-0ST - 1910–1962 - 1366 - 0-6-0PT - 1934–1964 | 1400–1499 - (4800 > ) 1400 - 0-4-2T - 1946–1964 | 1500–1599 - 1500 - 0-6-0PT - 1949–1963 | 1600–1699 - 1600 - 0-6-0PT - 1949–1966 | 1700–1799 | 1800–1899 | 1900–1999 |
| 2x | 2000–2099                                                                   | 2100–2199 - 2161 ( > 4500) - 2-6-2T - 1906–1912 | 2200–2299 - 2221 - 4-4-2T County Tank - 1905–1935 - 2251 - 0-6-0 - 1930–1965 | 2300–2399 | 2400–2499 | 2500–2599 | 2600–2699 - 2600 - 2-6-0 Aberdare - 1901–1949 | 2700–2799 - 2721 - 0-6-0ST/PT - 1897–1950 | 2800–2899 - 2800 - 2-8-0 - 1903–1965 - 2884 - 2-8-0 - 1938–1965 | 2900–2999 - 2900 - 4-6-0-Saint - 1903–1953 |
| 3x | 3000–3099 - 3000 - 2-8-0 ex-ROD - 1919–1958                                 | 3100–2199 - 3100 ( > 5100) - 2-6-2T - 1903–1927 - 3150 - 2-6-2T - 1906–1958 - 3100 (1938) - 2-6-2T - 1938–1960                                                                                     | 3200–3299 - 3292 ( > 4100) - 4-4-0 Badminton - 1897–1912 - 3200 ( > 9000) - 4-4-0 Earl (Dukedog) - 1936–1946 - 2251 - 0-6-0 - 1946–1965                                                            | 3300–3399 - 3300 ( > 4100) - 4-4-0 Badminton - ????–1912 - 3373 ( > 4120) - 4-4-0 Atbara - 1900–1912 - 3300 - 4-4-0 Bulldog - 19–19                                                                | 3400–3499 - 3400 ( > 4120) - 4-4-0 Atbara - 19??–1912 - 3400 ( > 3700) - 4-4-0 City - 1901–1912 - 3400 ( > 3800) - 4-4-0 County - 1904–1912 - (3700 > ) 3400) - 4-4-0 Bird - 1912–1951 - 9400 - 0-6-0PT - 1955–1964 | 3500–3599 - 3521 - 4-4-0 - 1887–1934 - 3571 - 0-4-2T - 1895–1949 | 3600–3699 - 3600 - 2-4-2T 'Birdcage' - 1902–1934 - 5700 - 0-6-0PT - 1938–1966 | 3700–3799 - 3700 ( > 3400) - 4-4-0 Bird - 1909–1912 - (3400 > ) 3700 - 4-4-0 City - 1912–1931 - 5700 - 0-6-0PT - 1936–1966                                                                         | 3800–3899 - (3400 > ) 3800 - 4-4-0 County - 1906–1933 - 2884 - 2-8-0 - 1938–1965 | 3900–3999 - 3901 - 2-6-2T - 1907–1934 - (4900 > ) 3900 ( > 4900) - 4-6-0 Hall - 1946–1950 |
| 4x | 4000–4099 - 4000 - 4-6-0 Star - 1906–1957 - 4073 - 4-6-0 Castle - 1923–1964 | 4100–4199 - 4101 > 4149 - 4-4-0 Flower - 1910–1931 - (3292,3300 > ) 4100 - 4-4-0 Badminton - 1912–19?? - (3373,3410 > ) 4120 - 4-4-0 Atbara - 1912–1931 - 5101 - 2-6-2T - 1935–1965                | 4200–4299 - 4200 - 2-8-0T - 1910–1965 | 4300–4399 - 4300 - 2-6-0 - 1911–1959 | 4400–4499 - 4400 - 2-6-2T - 1905–1955 | 4500–4599 - (2161 > ) 4500 - 2-6-2T - 1912–1964 - 4575 - 2-6-2T - 1927–1964 | 4600–4699 - 4600 - 4-4-2T - 1913–1925 - 5700 - 0-6-0PT - 1940–1966 | 4700–4799 - 4700 - 2-8-0 - 1919–1964 | 4800–4899 - 4800 ( > 1400) - 0-4-2T - 1932–1946 - (2800 > ) 4800 ( > 2800) - 2-8-0 - 1946–1950 - (2884 > ) 4800 ( > 2884) - 2-8-0 - 1946–1949                                                      | 4900–4999 - 4900 - 4-6-0 Hall - 1928–1965 |
| 5x | 5000–5099 - 4073 - 4-6-0 Castle - 1926–1965                                 | 5100–5199 - (3100 > ) 5100 - 2-6-2T - 1927–1959 - 5101 - 2-6-2T - 1929–1964 | 5200–5299 - 4200 - 2-8-0T - 1922–1965 - 5205 - 2-8-0T - 1923–1965 | 5300–5399 - 4300 - 2-6-0 - 1916–1964 | 5400–5499 - 5400 - 0-6-0PT - 1930–1963 | 5500–5599 - 4575 - 2-6-2T - 1927–1964 | 5600–5699 - 5600 - 0-6-2T - 1924–1966 | 5700–5799 - 5700 - 0-6-0PT - 1929–1963 | 5800–5899 - 5800 - 0-4-2T - 1933–1959 | 5900–5999 - 4900 - 4-6-0 Hall - 1931–1965 |
| 6x | 6000–6099 - 6000 - 4-6-0 King - 1927–1962                                   | 6100–6199 - 6100 - 2-6-2T - 1931–1965 | 6200–6299 | 6300–6399 - 4300 - 2-6-0 - 1920–1964 | 6400–6499 - 6400 - 0-6-0PT - 1932–1964 | 6500–6599 | 6600–6699 - 5600 - 0-6-2T - 1927–1965 | 6700–6799 - 5700 - 0-6-0PT "6700" - 1930–1965 | 6800–6899 - 6800 - 4-6-0 Grange - 1936–1965 | 6900–6999 - 4900 - 4-6-0 Hall - 1940–1965 - 6959 - 4-6-0 Modified Hall - 1944–1965 |
| 7x | 7000–7099 - 4073 - 4-6-0 Castle - 1946–1965                                 | 7100–7199 | 7200–7299 - 7200 - 2-8-2T - 1934–1965 | 7300–7399 - 4300 - 2-6-0 - 1921–1964 | 7400–7499 - 6400 - 0-6-0PT - 1936–1965 | 7500–7599 | 7600–7699 | 7700–7799 - 5700 - 0-6-0PT - 1930–1964 | 7800–7899 - 7800 - 4-6-0 Manor - 1938–1965 | 7900–7999 - 6959 - 4-6-0 Modified Hall - 1948–1965 |
| 8x | 8000–8099                                                                   | 8100–8199 - 5100 - 2-6-2T "8100" - 1938–1965 | 8200–8299 | 8300–8399 - 4300 - 2-6-0 "8300" - 1927–1948 | 8400–8499 - 9400 - 0-6-0PT - 1949–1965 | 8500–8599 | 8600–8699 | 8700–8799 - 5700 - 0-6-0PT "8750" - 1930–1966 | 8800–8899 | 8900–8999 |
| 9x | 9000–9099 - (3200 > ) 9000 - 4-4-0 Earl (Dukedog) - 1946–1960               | 9100–9199 | 9200–9299 | 9300–9399 - 4300 ( > 7300) - 2-6-0 - 1932–1959 | 9400–9499 - 9400 - 0-6-0PT - 1947–1965 | 9500–9599 | 9600–9699 - 5700 - 0-6-0PT - 1943–1966 | 9700–9799 - 5700 - 0-6-0PT "9700" - 1933–1966 | 9800–9899 | 9900–9999 |

## Clasificación
Se adoptó un sistema muy simple, mediante el cual el nombre (para locomotoras de vía ancha) o el número de la primera locomotora en una clase se convirtió en la clasificación de todas las locomotoras en esa clase (por ejemplo, 'Clase Sun' o 'Clase 4000'). Después del final de la vía ancha, se aplicaron nombres a las locomotoras de vía estándar de pasajeros para las líneas principales y para tráfico mixto, que a menudo se basaban en un solo tema, que también podría prestar su nombre para describir una clase, por ejemplo, 'Star', también conocida como 'Clase 4000', cuyos nombres incluían North Star' o 'Rising Star'.
Sin embargo, las clases de locomotoras heredadas en la Agrupación en 1923 siguieron estando referidas por la clasificación que les asignó su propietario original.